# Komazeci
Komazeci is een plaats in de gemeente Obrovac in de Kroatische provincie Zadar. De plaats telt 5 inwoners (2001).